# Associação de Imprensa Estrangeira de Hollywood
A Associação de Imprensa Estrangeira de Hollywood - Hollywood Foreign Press Association (HFPA) - é uma organização formada por jornalistas de veículos de mídia estrangeiros baseados em Los Angeles, dedicada à cobertura e divulgação da indústria do cinema e televisão norte-americano fora dos Estados Unidos, mais conhecida por premiar anualmente os profissionais do cinema e televisão com o Globo de Ouro.

## História
O grupo foi fundado em 1943 por um jornalista inglês do jornal Daily Mail, com o objetivo principal de divulgar notícias da comunidade cinematográfica americana fora do país.
De acordo com o New York Times, a associação funciona como um clube fechado e exclusivo, admitindo um máximo de quatro a cinco novos membros por ano, sendo mais frequente a admissão de apenas um. Qualquer membro tem o direito de vetar o ingresso de um novo postulante, tornando muito difícil uma nova associação.
A associação não representa internacionalmente grandes publicações, sendo formada apenas por jornalistas individuais, já tendo negado o pedido de ingresso de correspondentes de importantes jornais como o Le Monde francês ou o The Times de Londres, preferindo prestigiar o individual, como a aceitação de ingresso de jornalistas free lancers da Coreia ou de Bangladesh.
No que diz respeito aos representantes lusófonos na associação, a jornalista e escritora brasileira Ana Maria Bahiana e o correspondente do Jornal Expresso em Los Angeles, Rui Henriques Coimbra, são os únicos membros associados.